# Mário Santos (Diplomat, 1903)
Mário Santos (* 3. Juni 1903 in Salvador da Bahia; † 1990) war ein brasilianischer Diplomat.

## Leben
Mário Santos war der Sohn von Maria do Nascimento Reis Santos und Affonso José dos Santos (* 16. Dezember 1857 in Salvador da Bahia). Er heiratete Cátharina Anna Le Gall, ihre Kinder sind Marina, Mário Augusto Santos und Affonso José Santos.
Am 26. April 1934 wurde er zum Konsularsattaché an das Generalkonsulat nach Buenos Aires entsandt. Von 1937 bis 1941 hatte er Exequatur als Konsul in San Francisco, wo er 1939 den brasilianischen Pavillon auf der Golden Gate International Exposition auf Treasure Island (Kalifornien) betreute. Anschließend wurde er als Konsul nach Sydney versetzt. Die Familie Santos reiste mit der SS Mariposa von San Francisco nach Sydney, als vor einem Zwischenstopp in Los Angeles 5000 £ Schmuck aus der Kabine entwendet wurden.
Ab dem 29. Mai 1946 erhielt er eine Berufung als Generalkonsul in Wellington und war danach vom 2. Juni 1948 bis zum 31. Dezember 1948 sowie vom 30. Januar 1949 bis zum 19. Dezember 1949 brasilianischer Geschäftsträger in Canberra. Am 6. Mai 1952 wurde er zum außerordentlicher Gesandten und Ministre plénipotentiaire in Damaskus ernannt, wo er mit Residenz in Beirut vom 3. Juli 1952 bis 31. Oktober 1957 akkreditiert war.